# Саутгейт (Мічиган)
Саутгейт (англ. Southgate) — місто (англ. city) в США, в окрузі Вейн штату Мічиган. Населення — 30 014 особи (2020).

## Географія
Саутгейт розташований за координатами 42°12′18″ пн. ш. 83°12′23″ зх. д. / 42.20500° пн. ш. 83.20639° зх. д. (42.204975, -83.206511).  За даними Бюро перепису населення США в 2010 році місто мало площу 17,74 км², з яких 17,73 км² — суходіл та 0,01 км² — водойми.

## Демографія
Згідно з переписом 2010 року, у місті мешкало 30 047 осіб у 13 062 домогосподарствах у складі 7833 родин. Густота населення становила 1693 особи/км².  Було 13933 помешкання (785/км²).
Расовий склад населення:
| - 88,7 % — білих - 5,5 % — чорних або афроамериканців - 1,6 % — азіатів - 0,5 % — корінних американців - 1,7 % — осіб інших рас |

До двох чи більше рас належало 2,0 %. Частка іспаномовних становила 6,5 % від усіх жителів.
За віковим діапазоном населення розподілялося таким чином: 20,3 % — особи молодші 18 років, 63,4 % — особи у віці 18—64 років, 16,3 % — особи у віці 65 років та старші. Медіана віку мешканця становила 40,8 року. На 100 осіб жіночої статі у місті припадало 91,5 чоловіків;  на 100 жінок у віці від 18 років та старших — 89,5 чоловіків також старших 18 років.
Середній дохід на одне домашнє господарство  становив 59 119 доларів США (медіана — 50 280), а середній дохід на одну сім'ю — 71 410 доларів (медіана — 63 880). Медіана доходів становила 51 473 долари для чоловіків та 37 196 доларів для жінок. За межею бідності перебувало 11,1 % осіб, у тому числі 17,2 % дітей у віці до 18 років та 8,3 % осіб у віці 65 років та старших.
Цивільне працевлаштоване населення становило 14 008 осіб. Основні галузі зайнятості: виробництво — 19,9 %, освіта, охорона здоров'я та соціальна допомога — 19,6 %, роздрібна торгівля — 11,7 %, науковці, спеціалісти, менеджери — 8,9 %.